# Ricky May-Wolsdorff

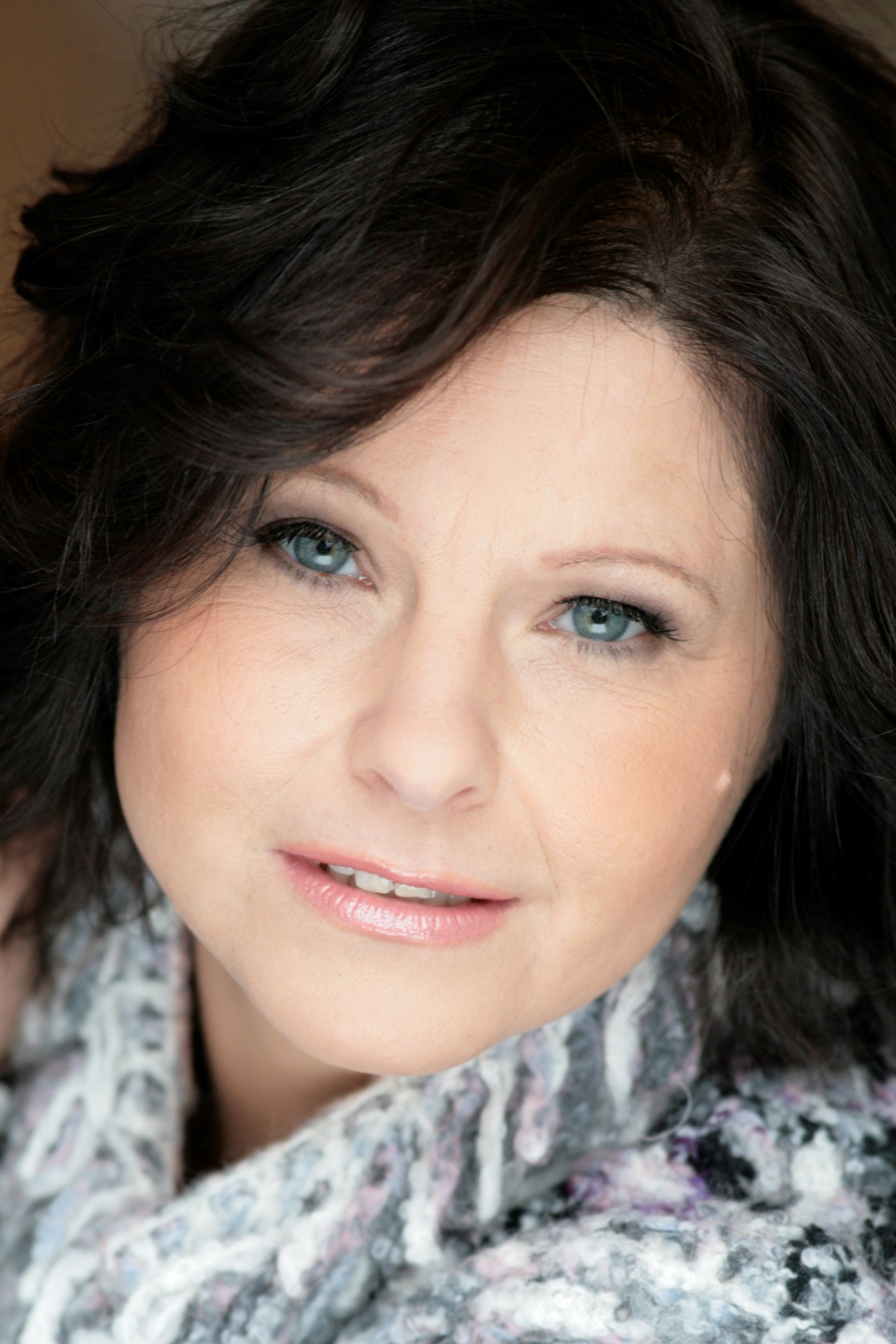
Ricky May-Wolsdorf (2021)

Ricky May-Wolsdorff (* 1963 als Ricky May) ist eine österreichische Schauspielerin und Regisseurin.

## Leben
May erhielt ihre Schauspielausbildung mit staatlichem Abschluss u. a. bei Dorothea Neff und Eva Zilcher. Die Ausbildung im Bühnenfach Tanz schloss sie vor der Paritätischen Prüfungskommission Österreich ab und studierte außerdem Gesang bei Ingrid Olofsson und Ruth Bormann.
Sie ist mit dem Regisseur Peter Wolsdorff verheiratet und hat eine Tochter - Nicola Katharina Wolsdorff. Nach der Hochzeit nahm sie den Namen May-Wolsdorff an.

## Wirken

### Theater
Im Alter von 19 Jahren wurde sie Ensemblemitglied am Theater in der Josefstadt. Ihre erste Premiere fand in den Kammerspielen Wien im Jahr 1983 statt.
Gemeinsam mit dem Filmschauspieler Hans Holt und der Burgschauspielerin Gusti Wolf war sie in der Rolle Myrtle Mae in der Komödie „Mein Freund Harvey“ von Mary Chase zu sehen. Weitere Engagements führten sie u. a. ans Volkstheater Wien, das Staatstheater Stuttgart, die Schauspielbühnen Stuttgart und das Landestheater Niederösterreich, wo sie ebenfalls Hauptrollen verkörperte.
May wirkte in mehreren Musikproduktionen mit, u. a. in der Rolle der Judy Garland in der österreichischen Erstaufführung des Musicals Judy von Terry Wale. In der Oper Ein Sommernachtstraum von Benjamin Britten spielte sie am Stadttheater St. Pölten die Rolle des Puck.
Im Rahmen ihres Engagements für Theaterstücke mit gesellschaftspolitisch relevantem Inhalt gründete sie das european grouptheater und das ART FOR FUTURE theater. Sie spielte in der österreichischen Erstaufführung des Monodramas „Spoonface Steinberg“ von Lee Hall das autistische, krebskranke Kind Sponnface und wurde für diese Darstellung von Romuald Pekny für die die Kainz-Medaille vorgeschlagen.
May-Wolsdorff entwickelte eine eigene Lehrmethode MULTI ART AGOGIK (R) und leitete 8 Jahre lang das Jugendkulturförderungsprojekt european grouptheater, Jugendtheater Company. Sie setzte sich innerhalb dieser Arbeit für Gewaltprävention und Völkerverständigung ein und gestaltete den Spielplan und ihre Inszenierungen in diesem Sinne. Das von Ricky May-Wolsdorff entwickelte Jugendkulturförderungsprojekt stand unter der Schirmherrschaft der UNESCO Österreichs. Weiters arbeitete May-Wolsdorff bei diesem langjährigen Projekt eng mit Amnesty International Österreich und der Kinder- und Jugendanwaltschaft Wien und Niederösterreich zusammen. Ihre Inszenierung "Nathan der Weise" wurde von ORF III aufgezeichnet. Weiters inszenierte sie viele österreichische Uraufführungen, Erstaufführungen und Auftragswerke im Sinne der oben genannten Zielsetzungen, die im Volkstheater Wien u. v. a. namhaften Theatern gezeigt wurden.
Für die von ihr entwickelten getanzten Märchen für Kleinkinder, die sie im Landestheater Niederösterreich mit Tänzern und Schauspielern inszenierte und choreographierte, wurde sie für den Grimm-Preis nominiert.

### Fernsehen
In Fernsehproduktionen spielte sie für den ORF in der Serie Tatort (Folge Des Glückes Rohstoff) und in der deutschen TV-Serie Moselbrück.